# Ciril Metod Koch
Ciril Metod Koch (31 de março de 1867 – 6 de maio de 1925), foi um arquiteto esloveno com várias obras espalhadas por toda a Eslovênia. Junto com Max Fabiani, ele introduziu a Art nouveau em seu país.

## Biografia
Nascido em Kranj, cidade do Ducado de Carniola na Áustria-Hungria, agora parte da Eslovênia, Ciril Metod Koch estudou o primário em Ljubljana, o secundário em Graz e cursou arquitetura na Academia de Belas Artes de Viena. Em 1893, Koch começou a trabalhar no Escritório de Planejamento Urbano de Ljubljana. Sua carreira ascendeu após o terremoto de 1895, que abriu espaço para que ele expressasse a Art Nouveau na Eslovênia. Segundo documentos, há 38 edifícios por ele projetados em Ljubljana e outros 50 no resto da Eslovênia.

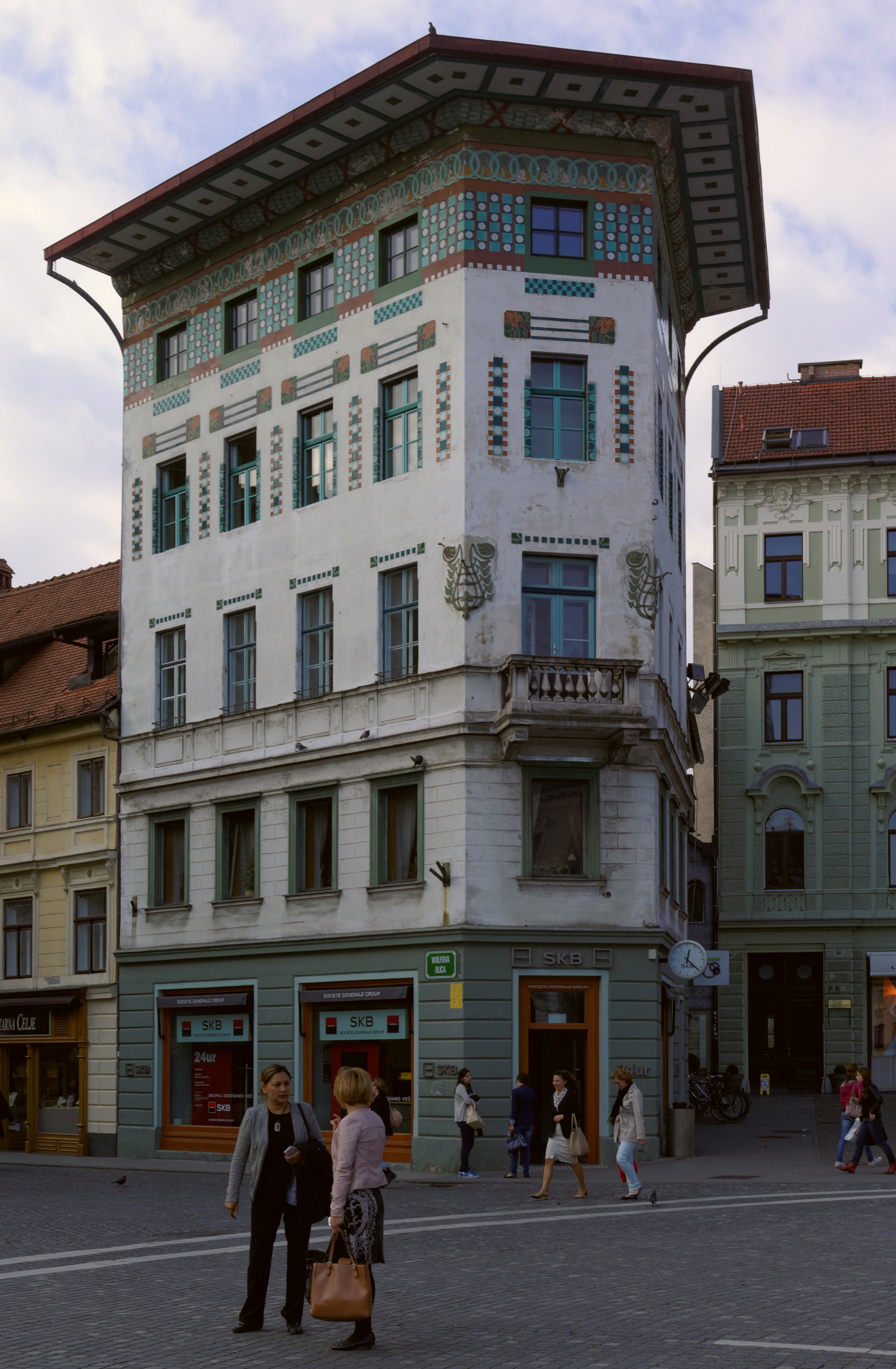
Casa de Hauptmann, localizada em Ljubljana e construída por Ciril Metod Koch em 1904.

Entre 1895 e 1924 ele produziu muitas outras obras espalhadas por toda Eslovênia.

## Fonte
- Robert Simonišek, The Architecture of Ciril Metod Koch (em esloveno)